# Valle d’Itria
Koordináták: é. sz. 40° 43′, k. h. 17° 20′40.716667°N 17.333333°E

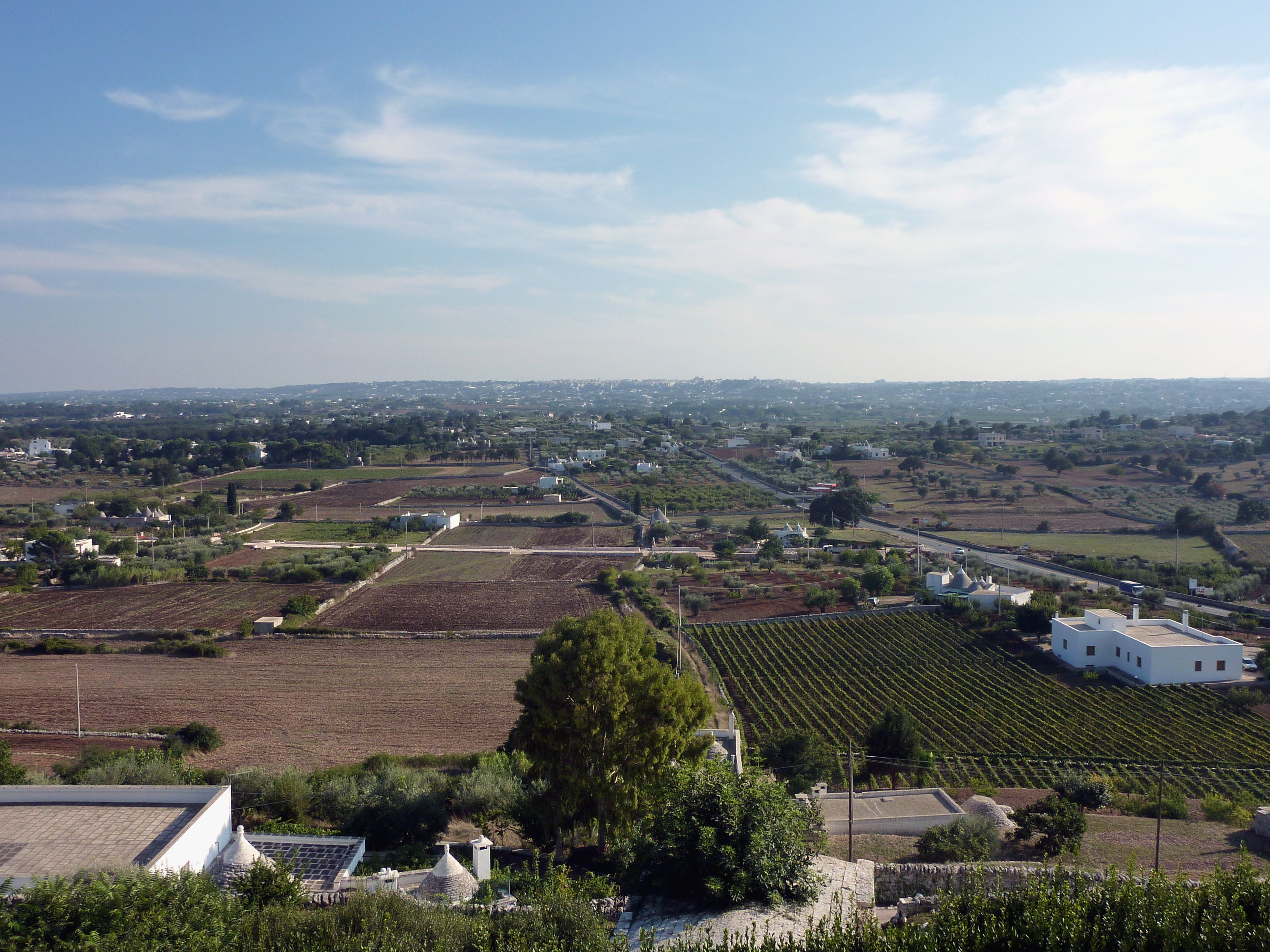
Az Itria-völgy Locorotondónál

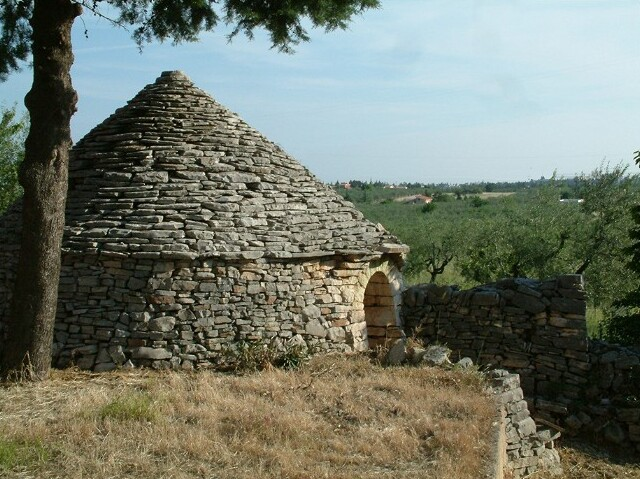
Trullo

Az Itria-völgy (olaszul Valle d’Itria) Olaszország Puglia régiójának egy kistérsége, mely a Murge-fennsík déli részét foglalja el Bari, Brindisi és Taranto megyék határán. A völgyet nem folyóvíz hozta létre, hanem egy karsztmedence. A táj jellegzetességei a mészkőből épült, kúp alakú lakóházak, a trullik. A vidék híres bortermeléséről is. 
A völgy neve valószínűleg az itt megtelepedett Szent Bazil-rendi szerzetesektől származik, akik a völgyben egy kolostort építettek Madonna Odegitria tiszteletére. Az egykori kolostor helyén épült fel 1545-ben Martina Franca kapucinus kolostora. 

## Települései
- Bari megyében:
  - Noci; Alberobello; Locorotondo.

- Brindisi megyében:
  - Cisternino; Ostuni; Ceglie Messapica.

- Taranto megyében:
- Martina Franca.

## Fordítás
- Ez a szócikk részben vagy egészben  a   Valle d'Itria című olasz Wikipédia-szócikk ezen változatának fordításán alapul.  Az eredeti cikk szerkesztőit annak laptörténete sorolja fel. Ez a jelzés csupán a megfogalmazás eredetét és a szerzői jogokat jelzi, nem szolgál a cikkben szereplő információk forrásmegjelöléseként.

## Külső hivatkozások
- Honlap Archiválva 2019. június 6-i dátummal a Wayback Machine-ben (olaszul)